# Luis Chiriboga Izquierdo
Luis Alfonso Chiriboga Izquierdo (n. Puerto Baquerizo Moreno, Ecuador, 29 de abril de 1946) es un escritor y profesor universitario que se ha destacado en el ámbito de la poesía.

## Biografía
Nació en Puerto Baquerizo, Isla de San Cristóbal, en la Provincia de Colón o Galápagos en la República del Ecuador, el 29 de abril de 1946. En 1968 emigra a Venezuela, país cuya nacionalidad adopta. Profesor universitario y escritor (Poeta, novelista y ensayista). Obtiene el título de Licenciado en Filosofía en 1975 en la Universidad del Zulia (LUZ) en la ciudad de Maracaibo. Realizó una maestría y un doctorado de tercer ciclo en Estética y Ciencias del Arte en la Universidad de La Sorbona (París). Fue profesor de Filosofía de la Universidad Nacional Experimental Rafael María Baralt de la ciudad de Cabimas (Venezuela). Profesor invitado de la Universidad Adam Mickiewicz de Poznań (Polonia) durante los años 1992-1993 donde dictó clases de Literatura latinoamericana, precolombina, colonial y contemporánea, así como de Lengua española. En la actualidad Luis Alfonso Chiriboga está residenciado en la ciudad de Lublin.

### Obras publicadas
- 1983 - Los jardines del crepúsculo (Poesía)
- 2001 - Un sol de palabras (Poesía)
- 2011 - Poesía a la intemperie (Poesía)
- 2012 - Oficina 29 (Narraciones)
- 2013 - En busca de Octavio Paz (Ensayo)
- 2018 - “La Rosa de los vientos“ (Novela)
- 2019 - "Grietas en la Sombra" (Poesía)
- 2019 - "El Gurú y Otras Narraciones Insólitas" ( Narraciones)
- 2022 - "Amantes Desechables" (Novela)

#### Obras inéditas[3]
- Algunas consideraciones sobre la estética
- La bella anárquica: Arte poético y sociedad industrializada
- Conocimiento racional y contemplación
- Baudelaire y la poesía en tanto que reveladora de la condición ontológica del hombre
- El tiempo y la sacralización de la palabra en el poema "piedra de Sol" de Octavio Paz
- La literatura latinoamericana como revelación de un nuevo orden antropológico